# Seán Mac Diarmada
Seán Mac Diarmada (27 de enero de 1883 - 12 de mayo de 1916), también conocido como Seán MacDermott, fue un activista político republicano irlandés y líder revolucionario. Fue uno de los siete líderes del Alzamiento de Pascua de 1916, donde fue uno de los organizadores del Comité Militar de la Hermandad Republicana de Irlanda (IRB) y fue signatario de la Proclamación de la República de Irlanda. A causa de su participación en el fallido alzamiento fue ejecutado a sus 33 años. 
Criado en el condado rural de Leitrim, fue miembro de muchas asociaciones que promovieron la causa de la lengua irlandesa, el renacimiento gaélico y el nacionalismo irlandés en general, incluida la Liga gaélica y (al principio de su carrera) la fraternidad católica irlandesa Antigua Orden de Hibernianos. Fue organizador nacional del Sinn Féin, y más tarde gerente del periódico Irish Freedom, iniciado en 1910 por Bulmer Hobson y otros. 

## Primeros años

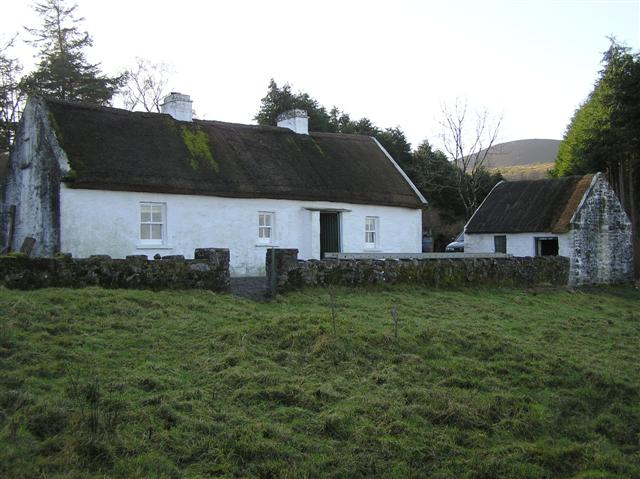
Lugar de nacimiento de Seán Mac Diarmada.

Mac Diarmada nació John MacDermott en Corranmore, cerca de Kiltyclogher en el condado de Leitrim, un área donde el paisaje estaba marcado por recordatorios de pobreza y opresión. Su padre Donald McDermott era miembro del IRB y amigo de John Daly.
Alrededor de Mac Diarmada, en la zona rural de Leitrim, había signos de la historia de Irlanda en toda la zona. Había una antigua casa de sudor, Mass rocks de los tiempos penales y las persecuciones de los siglos XVII y XVIII, y las moradas desiertas como consecuencia del hambre de la década de 1840.
Fue educado por los Irish Christian Brothers. En 1908 se mudó a Dublín, momento en el cual ya tenía una larga participación en varias organizaciones separatistas y culturales irlandesas, entre ellas el Sinn Féin, la Hermandad Republicana de Irlanda (IRB), la Antigua Orden de los Hibernianos y la Liga Gaélica. Pronto fue ascendido al Consejo Supremo de la IRB y, finalmente, elegido secretario. Originalmente se negó a unirse al IRB, ya que fue condenado por la iglesia católica, pero Bulmer Hobson lo convenció de lo contrario.
En 1910 se convirtió en gerente del periódico radical Irish Freedom, que fundó junto con Bulmer Hobson y Denis McCullough. También se convirtió en un organizador nacional para el IRB, y fue mentorizado por el veterano Fenian Tom Clarke. De hecho, a lo largo del año los dos se hicieron casi inseparables. Poco después, Mac Diarmada se vio afectado por la polio y obligado a caminar con un bastón. 
En noviembre de 1913, Mac Diarmada fue uno de los miembros originales de los Voluntarios Irlandeses, y continuó trabajando para poner a esa organización bajo el control del IRB. En mayo de 1915, Mac Diarmada fue arrestado en Tuam, Condado de Galway, bajo la Ley de Defensa del Reino de 1914 por dar un discurso contra el reclutamiento en el ejército británico durante la Primera Guerra Mundial.

## Alzamiento de Pascua

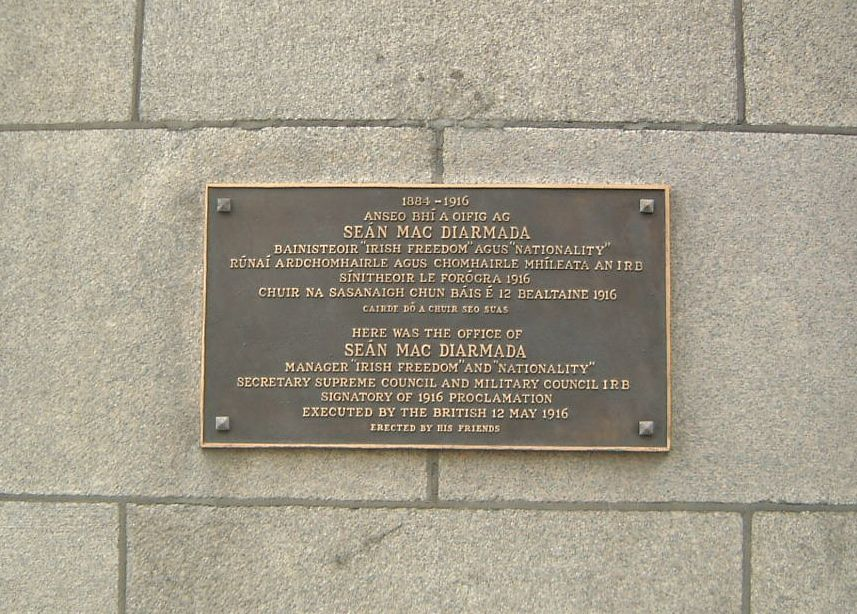
Placa fuera de unas oficinas en Dublín, que fueron utilizadas por Seán MacDiarmada

Tras su liberación en septiembre de 1915, se unió al secreto Comité Militar de la IRB, que era responsable de planificar el levantamiento. De hecho, Mac Diarmada y Clarke fueron las personas más responsables de ello. Mac Diarmada, como el resto de los firmantes de la proclamación, creía que era necesario un "sacrificio de sangre". En 1914 dijo que "the Irish patriotic spirit will die forever unless a blood sacrifice is made in the next few years" (el espíritu patriótico irlandés morirá para siempre a menos que se haga un sacrificio de sangre en los próximos años).
Debido a su discapacidad, Mac Diarmada tuvo poca participación en los combates, pero estuvo destinado en la sede de la Oficina General de Correos (GPO), como miembro del Gobierno Provisional. Tras la rendición, casi escapó de la ejecución al mezclarse con los prisioneros. Finalmente fue reconocido por el hombre-G Daniel Hoey. Después de una corte marcial el 9 de mayo, Mac Diarmada fue ejecutado por un pelotón de fusilamiento el 12 de mayo a la edad de 33 años. 
En septiembre de 1919, Hoey fue asesinado a tiros por el escuadrón de Michael Collins. Del mismo modo, el oficial británico Lee-Wilson, que ordenó que Mac Diarmada fuera fusilado en lugar de encarcelado, también fue asesinado en Cork por orden de Collins durante la Guerra de Independencia de Irlanda. Mac Diarmada había estado en correspondencia regular con Nell Ryan.
En su última carta, escribió: "Miss Ryan, she who in all probability, had I lived, would have been my wife" (La señorita Ryan, la que con toda probabilidad, si yo hubiera vivido, habría sido mi esposa). "Min" Josephine Ryan y su hermana, Phyllis, habían sido mensajeras de la GPO. También visitaron Kilmainham Gaol, antes de su ejecución, y lograron evadir el arresto. Min, fundadora del Cumann na mBan, logró escapar de Irlanda a Estados Unidos; más tarde se casó con Richard Mulcahy. 
Antes de su ejecución, Mac Diarmada escribió: "I feel happiness the like of which I have never experienced. I die that the Irish nation might live!" (Siento una felicidad que nunca había experimentado. ¡Me muero para que la nación irlandesa viva!).

## Conmemoración
Un calle de Dublín lleva su nombre en su honor. Lo mismo ocurre con la estación de tren Sligo Mac Diarmada en Sligo, y Páirc Sheáin Mhic Dhiarmada, el estadio de la Asociación Atlética Gaélica en Carrick-on-Shannon. La torre Sean MacDermott en Ballymun, demolida en 2005, también recibió su nombre. En su ciudad natal de Kiltyclogher, se erigió una estatua con sus últimas palabras escritas en el centro del pueblo, su hogar de la infancia se ha convertido en un Monumento Nacional.

## Legado cultural
En 2016 el nativo de Leitrim, Seán Fox, interpretó a Mac Diarmada en la serie Rebellion de RTÉ. 